# Jyllandslagen

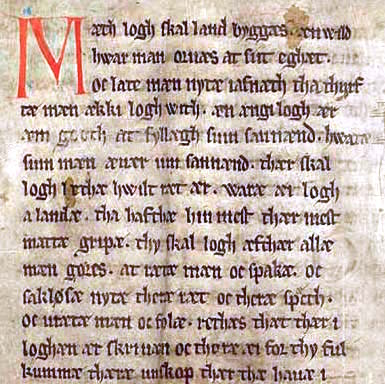
Ett utdrag ur Codex Holmiensis C 37.

Jyllandslagen (danska:  Jyske Lov) var en av Danmarks landskapslagar. Jyllandslagen trädde i kraft år 1241 och gällde förutom i Jylland även på Fyn. År 1683 ersattes de danska landskapslagarna av den riksomfattande Danske lov. I de delar av södra Jylland som kom att tillhöra Tyskland gällde denna lag delvis ända till införandet av tysk rikslagstiftning (Bürgerliches Gesetzbuch) år 1900.
Det äldsta exemplaret av Jyllandslagen, från ca 1280, fanns under nära 300 år på Kungliga biblioteket i Stockholm, i Codex Holmiensis C 37. Tidigare trodde man att exemplaret hade förts till Sverige som krigsbyte, men det har konstaterats att det i början av 1700-talet tillhörde den kände boksamlaren biskop Christian Muus. Man förmodar nu att det förvärvades ur hans kvarlåtenskap av Antikvitetsarkivet, ett statligt ämbetsverk.
I ett utbyte som genomfördes i mars 2011 deponerade Kungliga biblioteket exemplaret hos Det Kongelige Bibliotek i Köpenhamn. I gengäld deponerade det danska nationalbiblioteket hos Kungliga biblioteket i Stockholm sin mycket vackra handskrift av Södermannalagen, dvs. landskapslagen för Södermanland, som endast finns bevarad i två exemplar.